# زاك ريورج
زاك ريورج (بالإنجليزية: Zach Roerig)‏ (و. 1985  م) هو ممثل، وممثل أفلام، وممثل تلفزي، من الولايات المتحدة، ولد في مونبلييه، أوهايو.

## حياته
التحق بمدرسة مونبلييه الثانوية حيث لعب كرة القدم وكان مصارعًا أيضًا، بينما كان يكبر عمل زاك مع والده وجده في المكان الذي يصنعون فيه شواهد القبور، وزاك أيضًا لديه أخت شابة تدعى إميلي ولدت في عام 1989.

## وصلات خارجية
- زاك ريورج على موقع IMDb (الإنجليزية)
- زاك ريورج على موقع روتن توميتوز (الإنجليزية)
- زاك ريورج على موقع ألو سيني (الفرنسية)
- زاك ريورج على موقع أول موفي (الإنجليزية)
- زاك ريورج على موقع قاعدة بيانات الفيلم (الإنجليزية)
- زاك ريورج على موقع كينوبويسك (الروسية)